# Радебойльская премия мужества
Радебойльская премия мужества (Radebeuler Courage Preis) — международная премия, которая вручается раз в два года общественному деятелю из Центральной, Восточной и Юго-Восточной Европы за заслуги в борьбе за гражданские идеалы и проявленные при этом стойкость и самоотречение.
Кандидатура выбирается жюри из списка десяти номинированных претендентов из разных стран.
Премия названа в честь немецкого города Радебойль (пригород Дрездена), где в так называемой Церкви Мира в 1645 году было подписано перемирие и, таким образом, положен конец тридцатилетней войне (1618—1648) — одному из первых межевропейских конфликтов.

## Лауреаты
В 2006 году премию получил Роман Авенирович Юшков из России. Несколько раз она вручалась белорусам, одним из лауреатов в 2010 году стала Ольга Евгеньевна Карач.